# Louise Brooks
Pour les articles homonymes, voir Brooks.
Louise Brooks est une actrice américaine, née sous le nom complet de Mary Louise Brooks (14 novembre 1906 à Cherryvale (Kansas) - 8 août 1985 à Rochester, dans l'État de New York).
Louise Brooks est connue pour ses rôles dans les films muets des années 1920 aux États-Unis mais aussi pour ses films européens de 1929 et 1930, Loulou, Le Journal d'une fille perdue et Prix de beauté.

## Biographie

### Enfance et débuts comme danseuse
Elle naît au Kansas en 1906. Ses parents sont quelque peu « absents », bien qu'ils lui donnent le goût des livres et de la musique. Son père, Leonard Porter Brooks, est un avocat, préoccupé par ses affaires. Sa mère, Myra May Rude, est une pianiste. À 9 ans, Mary Louise est victime d'abus sexuels de la part d'un voisin.

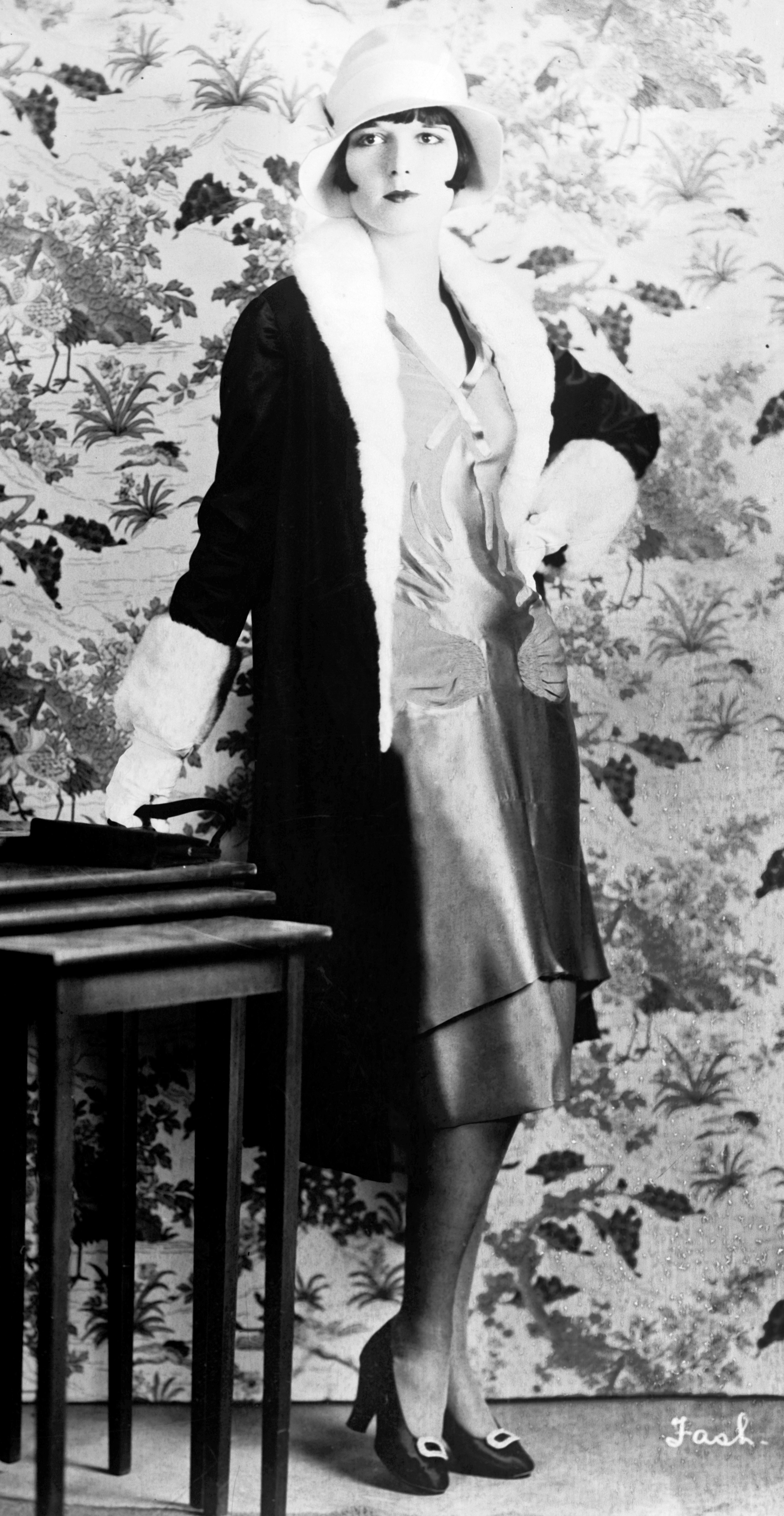
Louise Brooks vers 1925.

Encore adolescente, à 15 ans, elle commence sa carrière d'artiste comme danseuse, formée dès 1920, dans la compagnie de danse moderne Denishawn School, à Broadway, dirigée par Ruth Saint Denis et Ted Shawn. Après une session de cours, elle participe à 16 ans à de longues tournées américaines. Elle a à peine 17 ans lorsqu'elle triomphe dans le spectacle chorégraphique de danse contemporaine Les Sept Portes d'Ishtar. Son départ de cette troupe élitiste de danse serait lié à une brouille qui couvait entre Louise Brooks et Ruth Saint Denis et éclate un jour. Ruth Saint Denis la renvoie brusquement de la troupe au printemps 1924, en lui disant devant les autres membres : « Je te renvoie de la compagnie parce que tu veux qu'on te donne la vie sur un plateau d'argent ». Ces mots font une forte impression sur Louise Brooks. Lorsqu'elle rédige les grandes lignes d'un roman autobiographique prévu en 1949, « Le plateau d'argent»  est le titre qu'elle donne au dixième et dernier chapitre.
Après une période de dépression, elle obtient bientôt un rôle de danseuse à Broadway dans la troupe légère des Scandal's, dont les chansons dansantes sont écrites par un jeune musicien, George Gershwin.
Elle part à Paris à l'instigation de ses parents, qui n'apprécient pas son départ de la troupe Denishawn, puis se fait engager comme « girl » à Londres au « Café de Paris », qui s'efforce de proposer des danses exotiques aux lords anglais, charleston et black bottom en primeur. Elle n'a pas dix-huit ans et vit déjà les folles années 1920 en Angleterre.
Nostalgique de New York, elle y revient très vite pour entrer dans la troupe des Ziegfeld Follies, animée par Florenz Ziegfeld, à Broadway, où elle se fait immédiatement remarquer, grâce au producteur Walter Wanger, par les studios américains (à l'époque basés à New York). Elle signe auprès des studios Paramount Pictures.

### Actrice de cinéma et notoriété croissante

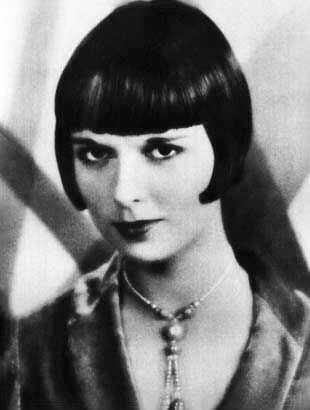
La coiffure à la mode en 1930, publicité représentant Louise Brooks dans son livret biographique Stars of the Photoplay diffusée dans les années 1930.

En 1925, elle obtient un rôle (non crédité) dans le film muet The Street of Forgotten Men. Bientôt, elle obtient les premiers rôles dans un certain nombre de comédies légères, jouant notamment aux côtés d'Adolphe Menjou et W. C. Fields. Elle se fait remarquer en Europe grâce à son rôle de vamp dans le film muet de Howard Hawks, Une fille dans chaque port (1928). Selon Howard Hawks, elle est surtout une jeune femme rebelle.
Elle trouve un de ses grands rôles américains dans l'un des derniers films muets (mais avec quelques dialogues enregistrés), Les Mendiants de la vie (1928), dans le rôle d'une fille de la campagne en fuite, avec Richard Arlen et Wallace Beery qui interprètent des clochards qu'elle croise en route. Fait rare pour l'époque, la plus grande partie de ce film est tournée en extérieurs, et le micro perche est inventé pour ce film par le réalisateur William A. Wellman qui en a besoin pour tourner l'une des premières scènes parlantes du cinéma.
À cette période de sa vie, elle est au firmament. Elle est régulièrement invitée par le milliardaire William Randolph Hearst, dans sa propriété de Hearst Castle. Elle se marie avec le réalisateur A. Edward Sutherland  en juillet 1926, mais le couple divorce un an plus tard. 

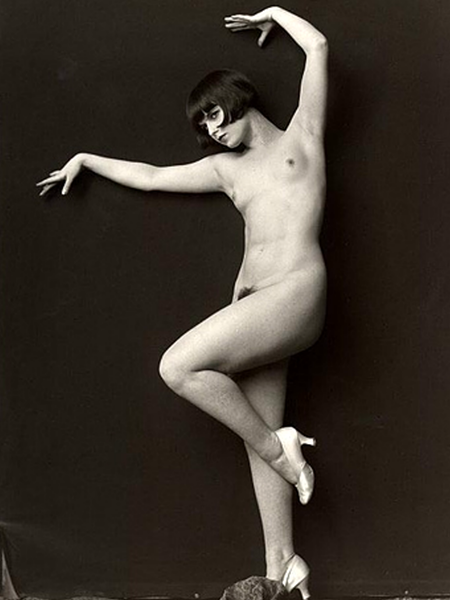
En 1925, Louise Brooks intente un procès au photographe glamour John de Mirjian pour bloquer la diffusion de portraits d'elle nue

Sa coiffure si caractéristique déclenche une nouvelle mode,, et elle est bientôt imitée par de nombreuses femmes (les « flappers », les « garçonnes »…) dans le monde entier. « Je suis une blonde aux cheveux noirs », plaisantait-elle, en rappelant que les taches de rousseur de sa peau étaient recouvertes de poudre de maquillage blanche. Au cours des années 1930 en Europe, la mode de la « coiffure Louise Brooks » s'étend aux adolescentes, puis aux petits enfants des deux sexes des milieux populaires dans les dernières années avant guerre.
Peu après le tournage du film The Canary Murder Case, elle interrompt sa carrière à Hollywood et part en Europe tourner, sous la direction de Georg Wilhelm Pabst, le célèbre réalisateur expressionniste autrichien, Le Journal d'une fille perdue (1929) à Berlin, puis, toujours à Berlin et avec ce même réalisateur, Loulou (tourné du 28 octobre 1928 à fin novembre 1928 et sorti en 1929). Ce rôle de Loulou, une femme misérable aux prises avec Jack l'Éventreur après une série d'escapades salaces, fait d'elle une icône de l'époque. Ce film est renommé pour son traitement cru des mœurs sexuelles d'alors, y compris la première apparition à l'écran d'une lesbienne. Puis elle tourne en France Prix de beauté (1930) avec le réalisateur italien Augusto Genina.
Ces sociodrames controversés font scandale et sont largement censurés, étant très « adultes » dans leur propos et considérés comme choquants en raison de leur affichage de la sexualité, sans compter une critique acerbe de la société. Bien que passés inaperçus à l'époque en raison du succès des films parlants, ces trois films sont plus tard reconnus comme des pièces maîtresses du cinéma muet (doublé et sonorisé pour Prix de beauté), son personnage de Loulou devenant mythique,.
Quand elle revient aux États-Unis, le krach boursier de Wall Street commence à déstructurer les anciennes bases de l'industrie des loisirs et du cinéma. Les « flappers » flamboyantes des années folles s'évanouissent du grand écran.

### Une artisteflapper

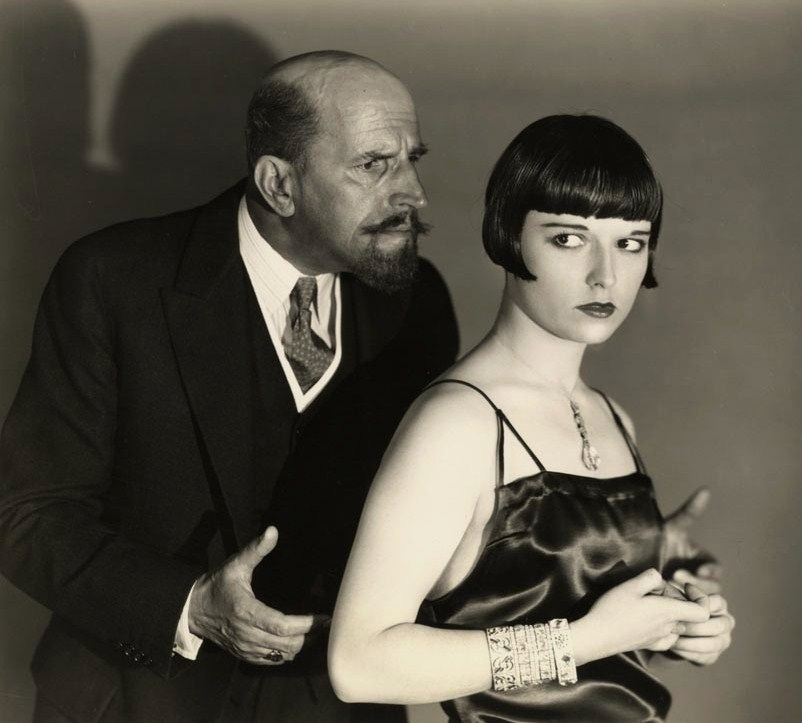
Louise Brooks et Gustav von Seyffertitz dans The Canary Murder Case (1929).

Louise est considérée comme l'une des premières actrices « naturelles » du cinéma, son jeu étant subtil et nuancé par rapport à de nombreux acteurs du cinéma muet. Le gros plan était en vogue chez les réalisateurs, et le visage de Louise s'y prêtait parfaitement.
Louise a toujours été égocentrique, parfois d'un caractère difficile, et elle n'hésitait pas à user d'une verve acide lorsque l'occasion s'en présentait. De plus, elle s'était promis de ne jamais sourire face à la caméra, sauf si elle y était obligée, et bien que la plupart de ses photos la montrent avec une expression neutre, on peut parfois la voir arborer un sourire éblouissant. Elle aimait ce personnage de garçonne qu'elle a incarné plus que toute autre. De son propre aveu, elle était une femme libérée, encline aux expériences, posant même nue pour des photographes, et ses liaisons éphémères avec de nombreuses vedettes du cinéma dont Charlie Chaplin et Humphrey Bogart, sont légendaires. Selon un de ses biographes, Barry Paris, Louise Brooks avait une « nette préférence pour les hommes », mais elle n'a pas découragé les rumeurs selon lesquelles elle était lesbienne, à la fois parce que ces rumeurs renforçaient son aura scandaleuse, à l'époque, et parce qu'elle souhaitait valoriser personnellement la beauté féminine.

### Une fin de carrière difficile
À son retour à Hollywood, l'actrice la plus en vue est désormais Greta Garbo. Louise Brooks ne retrouve les studios que pour des films mineurs, avec des cachets nettement réduits. Elle refuse de se déplacer à l'autre bout du pays pour jouer dans L'Ennemi public réalisé par William A. Wellman avec l'acteur James Cagney (le rôle qui lui avait été proposé est finalement attribué à Jean Harlow). Elle joue tantôt les femmes fatales tantôt les mères de famille pleines d'énergie dans différents westerns. Parmi ceux-ci, Overland Stage Raiders, avec John Wayne et Ray Corrigan. Elle y joue le rôle principal, un rôle romantique face à John Wayne, avec une longue coiffure qui la rend presque méconnaissable
En 1933, elle se remarie avec un millionnaire de Chicago, Deering Davis. Deering, préoccupé par ses affaires, la quitte cinq mois plus tard, et ils divorcent en 1937.
En 1938, après avoir été longtemps humiliée de se retrouver dans des films de série B, elle se retire du show business. Elle reste à Los Angeles puis, éprise de nostalgie, retourne en 1941 vivre chez ses parents à Wichita (Kansas), la ville de son enfance. Mais, en y ouvrant une modeste école de danse, qui se vide après Pearl Harbor, elle n'y trouve pas la tranquillité d'esprit qu'elle y espérait. Elle écrit dans une de ses autobiographies: « Les gens de Wichita étaient jaloux de mon succès, ou me méprisaient pour mes échecs. Et tout cela ne m'enchantait pas vraiment. Je dois reconnaître qu'une malédiction pèse sur moi : mon quasi-échec en tant qu'être humain dans cette société. ».
Elle retourne vers l'Est et travaille pendant quelques mois comme vendeuse dans un magasin Saks sur la Cinquième Avenue à New York, puis vit à nouveau comme une simple call girl pour les plaisirs de vieux hommes fortunés. Louise a toujours aimé l'alcool, elle y sombre bientôt.
Mais elle parvient à exorciser ses démons : c'est le début de sa seconde vie. Tout en développant une foi chrétienne, elle s'adonne à la peinture et à l'écriture. « L'écriture a été une passion aussi vive que la danse dans mon adolescence », affirmera-t-elle plus tard. Elle vit entourée de toiles spiritualistes réalisées par ses soins, qui représentent sainte Thérèse de Lisieux, sainte Thérèse d'Avila, et quelques Sâdhus indiens en méditation. Grâce à l'aide d'un ami new-yorkais du début des années 1920, devenu directeur de journaux, elle devient journaliste associée et libre pour quelques centaines de dollars par mois, dès la saison 1942-1943, elle livre des articles sur le cinéma de l'entre-deux-guerres que les rédacteurs publient souvent « faute de mieux » car un grand nombre d'anciens contributeurs des sections « cinéma et spectacles » sont partis à la guerre. Elle part à la recherche du temps désormais évanoui, où elle était une actrice adulée, et tente d'écrire parallèlement et sans illusion, entre 1945 et 1946, une vaste autobiographie, elle y parvient en plusieurs centaines de pages mais elle finit par brûler son manuscrit dans une poubelle fin 1946.
Les historiens français du cinéma redécouvrent ses films au début des années 1950, et Henri Langlois, un des fondateurs de la Cinémathèque française, n'hésite pas à déclarer : « Il n’y a pas de Garbo ! Il n’y a pas de Dietrich ! Il n’y a que Louise Brooks ! ». Cela a pour effet de lui attirer un nouveau public et la réhabilite même dans son propre pays.

### Une reconversion tardive comme scénariste
James Card, ami d'Henri Langlois et conservateur des films de la George Eastman House, cinémathèque américaine de Rochester pour l'état de New-York, est chargé de la retrouver. Il la retrouve recluse et en dépression à New York et la persuade de le suivre à Rochester en 1953. En 1955, la cinémathèque française de Paris organise un « hommage à Louise Brooks » : l'actrice présentée par Henri Langlois renoue avec la célébrité en Europe à l'occasion des « 60 ans du cinéma ».
Avec l'aide du dévoué James Card, qui reconnaît très vite son talent d'écrivaine et essaie de le montrer aux éditeurs et aux producteurs de cinéma qu'il connaît, l'ancienne danseuse et actrice devient une scénariste reconnue et impose une plume acérée sur le vedettariat (star system) de Hollywood qu'elle décortique avec une jubilation proustienne. Un recueil de ses écrits paraîtra en 1982 sous le nom de Lulu in Hollywood. Elle raconte Broadway et Hollywood, les péripéties grotesques des tournages, ainsi que les aventures sexuelles des stars, dont les siennes. Le scénariste Kenneth Tynan brosse d'elle un portrait avantageux dans son essai La fille au casque noir, dont le titre fait allusion à sa coupe de cheveux si particulière et devenue mondialement célèbre.
Une seconde version de son autobiographie, raccourcie, Loulou à Hollywood, est publiée en français en 1983 aux éditions Pygmalion.
Elle donne rarement des entretiens. Elle vit seule, de son propre choix, pendant de nombreuses années, et meurt d'une crise cardiaque en 1985 après avoir longtemps souffert d'arthrite et d'emphysème.

## Filmographie

### Films muets
- 1925 : L'École des mendiants ou Le Roi des mendiants (The Street of Forgotten Men) de Herbert Brenon (non créditée)
- 1926 : Vénus moderne (The American Venus) de Frank Tuttle : Miss Bayport
- 1926 : Le Galant Étalagiste (Love 'Em and Leave 'Em) de Frank Tuttle : Janie Walsh
- 1926 : Au suivant de ces messieurs (A Social Celebrity) de Malcolm St. Clair : Kitty Laverne
- 1926 : Un conte d'apothicaire (It's the Old Army Game) de A. Edward Sutherland : Mildred Marshall
- 1926 : Moi (The Show Off) de Malcolm St. Clair avec Ford Sterling, Lois Wilson : Clara, Joe's Girl
- 1926 : Just Another Blonde d'Alfred Santell : Diana O'Sullivan
- 1927 : Un homme en habit (Evening Clothes) de Luther Reed : Fox Trot
- 1927 : Frères ennemis (Rolled Stockings) de Richard Rosson : Carol Fleming
- 1927 : Now We're in the Air de Frank R. Strayer avec Wallace Beery et Raymond Hatton : Griselle
- 1927 : La Cité maudite (The City Gone Wild) de James Cruze : Snuggles Joy
- 1928 : Une fille dans chaque port (A Girl in Every Port) de Howard Hawks : Marie, en France
- 1929 : Loulou (Die Büchse der Pandora) de Georg Wilhelm Pabst : Lulu
- 1929 : Le Journal d'une fille perdue ou Trois pages d'un journal (Das Tagebuch einer Verlorenen) de Georg Wilhelm Pabst : Thymian

### Films parlants
- 1928 : Les Mendiants de la vie (Beggars of Life) de William A. Wellman : La femme (Nancy) (quelques scènes parlantes)
- 1929 : Le Meurtre du canari (The Canary Murder Case) de Malcolm St. Clair et Frank Tuttle : Margaret O'Dell (the Canary) (muet sonorisé)
- 1930 : Prix de beauté de Augusto Genina : Lucienne Garnier (muet sonorisé)
- 1931 : It Pays to Advertise de Frank Tuttle : Thelma Temple
- 1931 : God's Gift to Women de Michael Curtiz : Florine
- 1931 : Windy Riley Goes Hollywood (court-métrage) de Roscoe 'Fatty' Arbuckle : Betty Grey
- 1931 : Who's Who in the Zoo
- 1936 : Hollywood Boulevard de Robert Florey : Joyce Beaton
- 1936 : Empty Saddles de Lesley Selander : 'Boots' Boone
- 1937 : Le Cœur en fête (When You're in Love) de Robert Riskin et Harry Lachman (scènes supprimées)
- 1937 : L'Homme qui terrorisait New York (King of Gamblers) de Robert Florey (scènes supprimées)
- 1938 : Overland Stage Raiders de George Sherman : Beth Hoyt

## Postérité

### Cinéma
- Jean-Luc Godard lui a rendu hommage via Anna Karina dans Vivre sa vie en 1962.
- En 1984, Richard Leacock lui consacre un documentaire, intitulé Lulu in Berlin, dont une conversation avec Louise Brooks qu'il avait rencontrée, alors âgée de 67 ans, à Rochester.
- En 1998, un documentaire intitulé Looking for Lulu lui est consacré. Réalisé par Hugh Munro Leely, avec Shirley MacLaine comme narratrice, le film brosse un portrait de l'actrice au travers d'interviews d'amis (Dana Delany, Francis Lederer, Roddy McDowall…)

### Littérature
- Louise Brooks est au centre du livre de Katherine Pancol Embrassez-moi, publié en 2003. Elle est alors à l'aube de sa vie. À travers le dialogue entre l'héroïne et l'actrice, on y découvre sa vie d'artiste et de femme, ses rencontres et ses amours, mais surtout les blessures qui ont émaillé toute son existence.

### Musique
- En 1988, le saxophoniste américain John Zorn publie News for Lulu, un album de reprises hard bop : la pochette est composée d'une photo tirée du film Loulou et le titre de l'album est celui d'un des standards de jazz interprétés par John Zorn, « New for Lulu », de Sonny Clark. Zorn publie en 1992 une suite à cet album, More News for Lulu, contenant également des interprétations de standards hard bop ; la pochette du disque est de nouveau constituée d'une photo extraite de Loulou.
- En 1991, le groupe britannique Orchestral Manoeuvres in the Dark lui rend hommage dans son album Sugar Tax. La chanson s'appelle Pandora's Box, en référence au film Loulou (1929). Le clip vidéo montre de nombreux plans de Louise Brooks, tous extraits de ce film.
- En 2000, le groupe français de rock Lady Godiva sort son 1er album qui se nomme Louise Brooks Avenue sur lequel se trouve la chanson titre Louise Brooks ; en outre, le groupe fait partie de la Louise Brooks Society.
- Une des guitares (Fender Jaguar) du chanteur de Placebo, Brian Molko, porte le nom de « Louise » en l'honneur de Louise Brooks et est décorée d'un autocollant à son effigie.

### Bande dessinée
- Louise Brooks inspira à l'auteur de bande dessinée italien Guido Crepax le personnage de Valentina (1968). Lors d'une correspondance avec Crepax, elle lui dira sa fierté d'avoir servi de modèle non seulement à Valentina, mais aussi au personnage Dixie Dugan dans la série homonyme (1926-1966) de John Striebel. Hugo Pratt s'inspira d'elle pour le personnage de Louise Brookszowyc, une Polonaise vivant à Venise, dans l'album Fable de Venise (1977) de la série Corto Maltese. En 1983, Hugo Pratt fait une visite surprise à Louise Brooks ; elle le fait entrer dans le salon. Il est surpris d'y trouver Fable de Venise. Lorsque Louise revient dans la pièce, elle le trouve avec la bande dessinée en main et lui dit que c'est Guido Crepax qui lui a envoyé l'album et que le dessinateur est vraiment doué. Pratt lui avoue alors être ce dessinateur[12].
- Marion Mousse, Louise et les loups, éditions Cheap Sheep Ship, 2012  (ISBN 978-2-9542884-0-6)
- Joël Alessandra et Chantal Van den Heuvel, Louise, le venin du scorpion, éditions Casterman, 2016  (ISBN 978-2203118362)
- Chantal De Spiegeleer fait référence à Louise Brooks dans la bande dessinée “Madila Bay”, éditions du lombard, 1988  (ISBN 2-8036-0725-5)